# 280244 Ati
280244 Ati è un asteroide Amor. Scoperto nel 2002, presenta un'orbita caratterizzata da un semiasse maggiore pari a 2,126182 UA e da un'eccentricità di 0,440451, inclinata di 5,391825° rispetto all'eclittica.